# Royaume
Pour les articles homonymes, voir Royaume (homonymie).
En politique, un royaume est un pays dont le régime est la royauté et le chef de l'État porte le titre de roi ou un titre similaire. 

## Présentation
Malgré la prépondérance des régimes républicains au XXIe siècle, des royaumes existent encore de nos jours sur tous les continents : le Canada et les Bahamas en Amérique, la Thaïlande en Asie, le Royaume-Uni et les Pays-Bas en Europe, le Maroc en Afrique ou les Tonga en Océanie par exemple.   
En Afrique, même après la disparition de l'Égypte des pharaons et des royaumes pré-coloniaux, le Maroc issu du monde arabe et quelques États d’Afrique subsaharienne gardent un fonctionnement monarchique, tandis qu’un bon nombre d’anciennes colonies britanniques ont gardé la reine du Royaume-Uni comme chef d’État, formant une union personnelle d’une quinzaine d’États[réf. souhaitée].
Le royaume est gouverné par un régime monarchique, mais l'inverse n’est pas toujours vrai. Dans certains royaumes, le chef d’État peut porter un titre différent : empereur, prince, grand-duc. 
La royauté est souvent héréditaire, mais il existe des exceptions : il peut s’agir d’une monarchie élective, comme la Pologne au XVIIe siècle ou le Vatican de nos jours.

## Royaumes contemporains

### Afrique
- Royaume du Maroc
- Royaume du Lesotho
- Royaume d'Eswatini

### Amérique
- Royaume du Belize
- Royaume du Canada
- Royaume des Bahamas
- Royaume de Grenade
- Royaume de Jamaïque
- Royaume de Saint-Christophe-et-Niévès
- Royaume de Sainte-Lucie
- Royaume de Saint-Vincent-et-Grenadines

### Asie
- Royaume du Bhoutan
- Royaume du Cambodge
- Royaume de Malaisie
- Royaume de Thaïlande
- Royaume de Brunei

#### Moyen-Orient
- Royaume d'Arabie saoudite
- Royaume de Jordanie
- Royaume de Bahreïn
- Émirat du Qatar
- Emirats Arabes Unis
- Sultanat d’Oman
- Koweit

### Europe
- Royaume-Uni de Grande-Bretagne et d'Irlande du Nord
- Royaume des Pays-Bas
- Royaume de Belgique
- Royaume d'Espagne
- Royaume de Danemark
- Royaume de Suède
- Royaume de Norvège

### Océanie
- Australie
- Tuvalu
- Royaume de Nouvelle-Zélande
- Papouasie-Nouvelle-Guinée
- Îles Salomon
- Royaume des Tonga
- Royaumes coutumiers de Wallis-et-Futuna

## Royaumes disparus

### Afrique
- Royaume de Numidie
- Royaume de Tunisie
- Royaume d'Égypte
- Royaume de Libye
- Royaume d'Aksoum
- Royaume du Kongo
- Royaume Mandara
- Royaume Lunda
- Royaume de Madagascar
- Royaume haoussa
- Royaume Bamoun
- Royaume Toupouri de Doré
- Royaume Moundang
- Royaume du Cayor
- Royaume Bambara du Kaarta
- Royaume de Karagwe
- Royaume Bambara de Ségou
- Royaume de Sosso
- Royaume du Kénédougou
- Royaume du Ouaddaï
- Royaume du Kanem-Bornou
- Royaume du Baguirmi
- Royaume du Bénin
- Royaume du Khasso
- Royaume du Ouagadou
- Royaume Mossi
- Royaume du Rwanda
- Royaume du Burundi
- Royaume Téké
- Royaume de Koukou

### Asie
- Royaume du Laos
- Royaume du Mustang
- Royaume du Népal
- Royaume du Pont
- Royaume de Ryūkyū
- Royaume du Sikkim
- Viet Nam

#### Moyen-Orient
- Royaume d'Afghanistan
- Royaume d'Arménie
- Royaume de Géorgie
- Royaume du Hedjaz
- Royaume d'Irak
- Royaume d'Israël
- Royaume de Jérusalem
- Royaume du Yémen
- Royaume de la Palestine

### Europe
- Royaume d'Albanie
- Royaume d'Angleterre
- Royaume d'Aquitaine
- Royaume d'Aragon
- Royaume d'Agder
- Royaume des Asturies
- Austrasie
- Royaume de Bavière
- Royaume de Bohême
- Royaume de Bourgogne
- Royaume de Bretagne
- Royaume de Bulgarie
- Royaume des Burgondes
- Royaume de Castille
- Royaume du Congrès
- Royaume de Corse
- Royaume de Dál Riata
- Royaume d'Écosse
- Royaume d'Étrurie
- Royaume de France
- Royaumes Francs
- Royaume de Grande-Bretagne
- Royaume-Uni de Grande-Bretagne et d'Irlande
- Royaume de Grèce
- Royaume de Hanovre
- Royaume de Hollande
- Royaume de Hongrie
- Royaume d'Irlande
- Royaume d'Italie
- Royaume de Lombardie-Vénétie
- Royaume du Monténégro
- Royaume de Naples
- Royaume de Navarre
- Neustrie
- Royaume de Pologne
- Royaume de Portugal
- Royaume de Prusse
- Royaume de Rome
- Royaume de Roumanie
- Royaume de Sardaigne
- Royaume de Saxe
- Royaume de Serbie
- Royaume de Sicile
- Royaume des Deux-Siciles
- Royaumes-Unis de Suède et de Norvège
- Royaume de Westphalie
- Royaume de Wurtemberg
- Royaume de Yougoslavie

Historiquement, le terme royaume a pu également s'appliquer à des alleux souverains, même de superficie réduite, comme le royaume d'Yvetot.